# Villabona
Villabona är en kommun i Spanien. Den ligger i Gipuzkoaprovinsen i den autonoma regionen Baskien i norra delen av landet, 300 km norr om huvudstaden Madrid. Antalet invånare är 5 859 (2024). Arean är 17,74 kvadratkilometer. Villabona gränsar till Aduna.